# Boris Chlebnikov
Boris Chlebnikov (Mosca, 28 agosto 1972) è un regista russo.

## Filmografia parziale

### Regista
- Koktebel' (2003)
- Svobodnoe plavanie (2006)
- Sumasšedšaja pomošč' (2009)
- Aritmija (2017)